# Sergio González Soriano
Sergio González Soriano, més conegut com a Sergio (L'Hospitalet de Llobregat, 10 de novembre del 1976) és un entrenador i exfutbolista català. Com a jugador, va ser internacional amb la selecció espanyola.

## Carrera esportiva

### Com a jugador

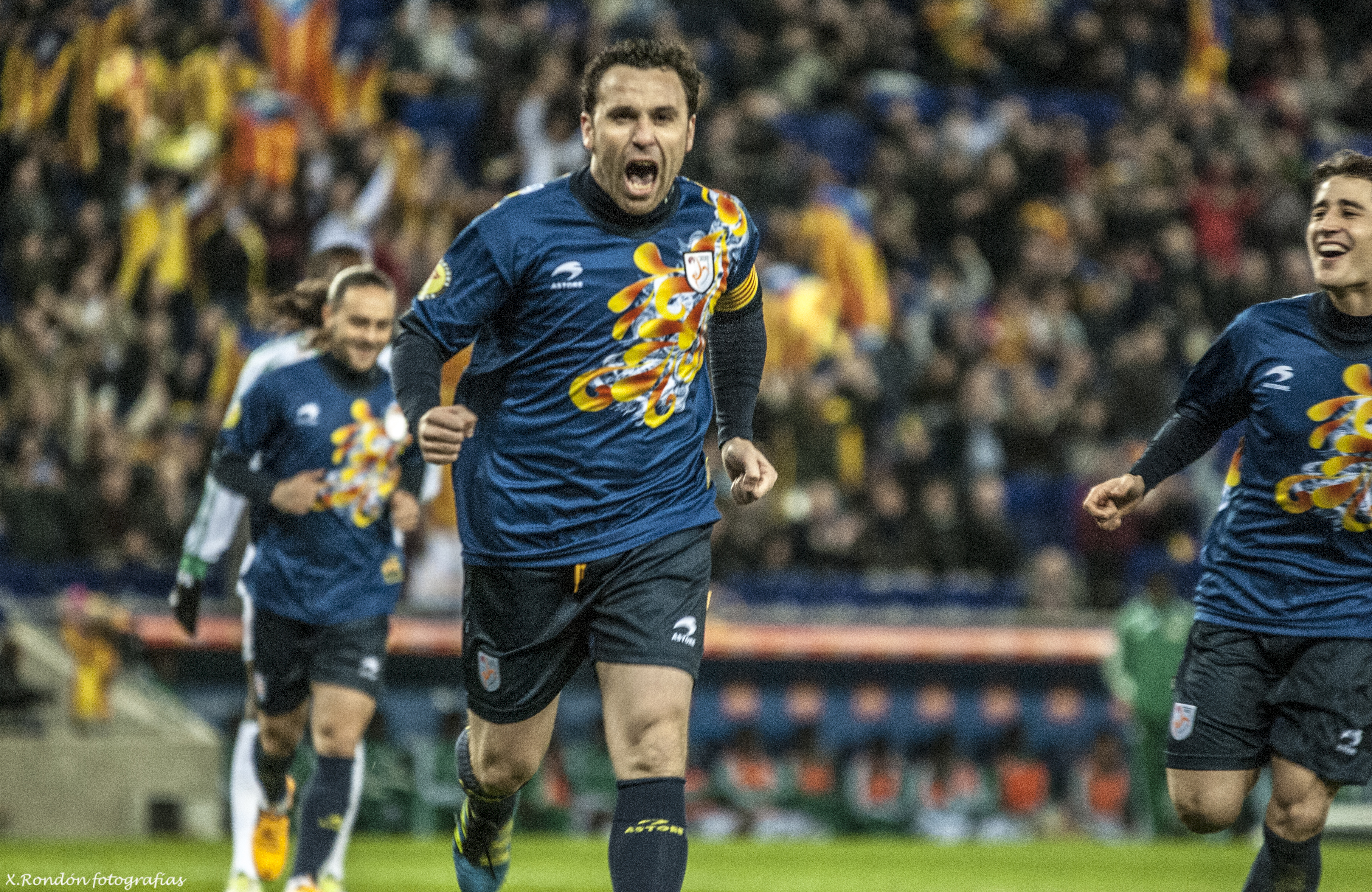
Sergio, capitanejant Catalunya, el 2013.

Va debutar amb l'Hospitalet el 1994, i d'allà va passar al filial del RCD Espanyol l'any següent.
Va debutar a Primera Divisió amb l'Espanyol el 1998, davant el Tenerife. Des de la temporada 2001-2002 milita a les files del Real Club Deportivo de La Coruña, al qual va arribar per un preu de 17 milions d'euros, fins avui, el fitxatge més car del club corunyès en tota la seva història. L'estiu de 2010 va acabar contracte amb el club gallec i no va renovar per poder emigrar al Llevant Unió Esportiva, club que havia tornat aquella temporada a la Lliga BBVA.
Sergio ha guanyat 2 Copes del Rei (2000 i 2002) i una Supercopa d'Espanya (2002). Destacable és també el seu paper en la consecució de la Copa del Rei del 2002, marcat el gol de la victòria contra el Reial Madrid en el conegut com centenariazo. A la Copa del Rei del 2000 també va aconseguir marcar el gol de la victòria.
Va ser el segon jugador en actiu amb més partits disputats a la lliga espanyola amb més de 400 partits, només superat per Raúl.
Als Països Catalans és conegut pel seu pas pel RCD Espanyol i per ser el capità i el jugador en actiu que més cops s'ha posat la samarreta de la selecció catalana.

#### Selecció espanyola
Internacional absolut amb la selecció estatal de futbol d'Espanya en 11 ocasions, debutant davant el combinat de Liechtenstein el 2001 de la mà de José Antonio Camacho quan militava a les files del RCD Espanyol. Va participar en el mundial de Corea i Japó del 2002.

#### Selecció catalana
Internacional en 16 ocasions (amb un parell de gols), és el jugador que més vegades ha vestit la samarreta del combinat català. D'ençà que va debutar el 1999 contra l'antiga Iugoslàvia només es va perdre el primer partit contra el Brasil. El 3 de gener de 2013, tot i que ja estava retirat, va disputar deu minuts del partit pel Trofeu Catalunya Internacional 2012, i va marcar el gol de la selecció, de penal, contra la selecció de Nigèria, en un partit disputat a l'Estadi de Cornellà-El Prat, que va acabar en empat a 1 i que seria també el darrer partit de Johann Cruyff com a seleccionador català.

### Com a entrenador
El maig de 2014 el RCD Espanyol va anunciar que seria el nou entrenador del primer equip per la temporada 2014-2015, un càrrec en què substituí Javier Aguirre i el 14 de desembre de 2015 fou destituït i substituït per Constantin Gâlcă.
Sergio és també entrenador de la selecció de futbol de Catalunya, conjuntament amb Gerard López, des que la Federació Catalana de Futbol el va nomenar l'octubre de 2015.
El 10 d'abril del 2018 va ser designat com a entrenador del primer equip del Reial Valladolid, i va aconseguir l'ascens a Primera divisió.
El desembre de 2019 Sergio va ampliar el seu contracte a Pucela fins al 2022. Després del descens el maig de 2021, fou cessat pel propietari del club, Ronaldo.
L'11 de gener de 2022, Sergio va substituir Álvaro Cervera al Cadis CF de primera divisió. En el seu primer partit quatre dies més tard, l'equip va empatar sense gols a fora contra l'Sporting de Gijón a la Copa del Rei, i en la tanda de penals es va classificar pels quarts de final per primer cop en la seva història. González fou cessat el 20 de gener de 2024, després de quatre mesos sense guanyar, i amb l'equip tercer per la cua.